# Élections législatives malaisiennes de 1986
Les élections législatives malaisiennes de 1986 se sont déroulées les 2 août 1986 et 3 août 1986 .